# 药用稻
药用稻（学名：Oryza officinalis）又名亚洲稻，为禾本科稻属下的一个种。

## 扩展阅读
維基物種上的相關：药用稻